# 熊村剛幸
熊村 剛幸（くまむら たけゆき、1948年1月2日 - ）は、日本の実業家。
日本経済新聞社の政治部記者として国内外の報道に携わった後、テレビ東京及びその関連会社で役員を務めた。

## 略歴
- 1970年3月 早稲田大学政治経済学部政治学科 卒業[2]
- 1970年4月 - 日本経済新聞社 入社[1][2]
- 1984年3月 - 日本経済新聞社 ジャカルタ・マニラ特派員[2]
- 1987年3月 - 日本経済新聞社 政治部次長[2]
- 1989年3月 - 日本経済新聞社 ワシントン支局長[2]
- 1993年3月 - 日本経済新聞社 国際部長[2]
- 1996年3月 - 日本経済新聞社 米州編集総局長[2]
- 2002年6月 - テレビ東京 取締役[1] 報道局・スポーツ局担当[3][2]
  - 2003年[4] - 2006年[5] 東京フットボールクラブ（FC東京） 取締役
- 2005年6月 - テレビ東京 常務取締役[1]経営戦略局、メディア開発局、コンプライアンス、グループ戦略担当[6][7][2]
  - 2006年2月 - エフエムインターウェーブ 取締役[1]
  - 2006年[8]6月 - 2007年6月[9] テレビ東京ブロードバンド 取締役[1]
  - 日経CNBC 取締役
- 2007年6月 - テクノマックス 代表取締役社長[10][2]
- 2012年[11] - 2013年[12] テクノマックス 相談役
- 2013年4月[2] - 帝京大学 経済学部教授
- 2014年6月 - 日鉄鉱業 取締役